# 静坐
静坐（せいざ　繁: 靜坐）とは、中国における座って心身を静める瞑想法のことをいう。狭義には儒教（宋学）のものだけをいうが、広義には仏教の坐禅、道教の坐忘を含める。
静坐という言葉は仏教・道教などでも使われたが、宋代になると儒教独自の静坐が模索された。
朱子学の創始者である朱熹は24歳のときに師である李侗から、感情や意識が働く以前の心（性）を養う「未発の存養」の方法として静坐を伝授されたという。李侗は道学を伝える儒者だったが、道学者の間での静坐に対する評価は一様ではなく、朱熹が敬愛した北宋の程頤は静坐を否定的に捉えている。
朱熹は仏教の禅の座禅を思考を断絶するものだとして退け、しっかりと意識をもちながら心の安静な状態を維持するものを静坐とした。
しかし、人の日常は未発ではなく、外部からの刺激によって情が励起する「巳発」の場面がほとんどであり、静坐を極めても心の問題が全て解決するものでもないとも考えた。
朱熹は儒教経典に見られる「敬」を重視し、日常的な場面でも心を安静の状態に置くこと（居敬）を求め、静坐をその一部に位置づけた。一方で静坐にも一定の意義を認め、静坐での呼吸法について『調息箴』という書物を著している。その後、朱子学では明の陳献章が静坐を重視したことで知られており、陽明学では王畿らに静坐への言及がある。